# Скотарство інків
Скотарство інків — галузь економіки в імперії Тауантінсую, продукти якої використовувалися як в цивільному життя, так й для забезпечення військової справи. У розведенні тварин інки перевершили всі інші культури середньовічної, доколоніальної Америки.

## Свійські тварини. Полювання

Область розведення лам на кінець правління Уайни Капака (позначено червоним кольором)

Свійськими тваринами інків були лами та альпаки. Від лам отримували шерсть, м'ясо, шкіру (для виготовлення взуття та мотузок), жир, кістки, з яких робилися найрізноманітніші інструменти. Але молоко лам не вживалося. Екскременти цих тварин служили в імперії інків цінним паливом та добривом. Також лам використовували для перевезення вантажів, проте ніколи не використовували як тяглових тварин, в упряжці. За день лама може перевезти на собі близько чверті центнера вантажу на відстань понад 20 км. Проте інки на ламах та альпаках переважно не їздили. Також лам використовували для жертвоприношень під час релігійних церемоній.
Лам розводили на всій території Тауантінсую. Зазвичай лам тримали в загонах, поблизу від сільських осель. В імперії інків член громади (пурех) міг тримати до 10 лам. Громада, так само як і вся імперія в цілому, мала величезні стада лам. Поголів'я цих тварин підлягало поділу: на стада, що належали Сапа Інку, Сонцю, тобто жрецтву, і громаді.
Альпак інки розводили виключно заради надзвичайно м'якої вовни (значною мірою використовували в своєму розвинуному ткацтві), на відміну від лам не використовувати для отримання м'яса, а також перевезення вантажів.
Кількість лам та альпак свідчив про соціальний статус людини. В середньому на 1 громаду-айльу доводилося близько 1 тис. лам, в той час як представник знаті чи родич Сапа Інки володів близько 50 тис. тварин.
Крім лам та альпак інки розводили морських свинок. М'ясо цієї тварини дуже цінувалося інками. Тому його вживали переважно аристократи, представники правлячої династії та сам володар імперії. Їх утримували у своєрідник «свинарниках», де вони досить швидко розмножувалися.
Разом з розведення свійських тварин відбувалося полювання диких родичів лами й альпак — гуанако та вікуньї. Спійманих тварин зазвичай не вбивали, їх стригли, а потім знову, головним чином самиць і більшу частину сильних самців, відпускали на волю. З вовни вікуньї, яку інки називали «кумпі», вироблялися тканини тієї ж назви, що призначалися для Сапа Інки та його найближчих родичів. Гуанако переважно використовували для отримання м'яса, яке інки дуже цінували.

## Пастухи
Турбота про лам і альпак, збереження поголів'я гуанако і вікуньї були досить важливими заняттями жителів імперії. Пастухи, які разом зі стадами лам перебували на високогірних рівнинах Анд, у своїх айлью користувалися пошаною й повагою. зазвичай це були юнаки від 12 до 16 років. Вони поділялися на простих постухів: лама-міти та очільників груп пастухів — лама-камайос. Стада поділялися за кольором: білі, чорні, коричневі, строкаті.
Їх першочерговим обов'язком було стежити за розмноженням цих тварин. В обов'язок пастухів ставилася і турбота про осіменінні ввірених їм тварин. Водночас пастухи залишалися в статусі пуреха, тому відомі присуди, за якими чиновників або представників знаті як покарання відправляли пасти лам. З історії держави інків відомі випадки, коли навіть майбутні правителі Куско вимушені були цим займатися, зокрема Яуар Уакак та Інка Пачакутек.